# 护滩使者
《护滩使者》，此為最初於中視霹靂劇場於1990年5月13日播出的譯名，是美国NBC电视台在1989年－2001年间播出的电视剧。電視劇捧紅了女主角帕米拉·安德森。

## 扩展阅读
90年代復古影集《海灘遊俠》：陽光、沙灘、比基尼，你選哪一樣？ （页面存档备份，存于）